# Pseudoinonotus tibeticus
Pseudoinonotus tibeticus är en svampart som först beskrevs av Y.C. Dai & M. Zang, och fick sitt nu gällande namn av Y.C. Dai, B.K. Cui & Decock 2008. Pseudoinonotus tibeticus ingår i släktet Pseudoinonotus och familjen Hymenochaetaceae.   Inga underarter finns listade i Catalogue of Life.